# Lederhose
Lederhose è un comune di 264 abitanti della Turingia, in Germania.
Appartiene al circondario di Greiz ed è amministrato dalla comunità amministrativa di Münchenbernsdorf.

## Geografia antropica
Il comune di Lederhose è suddiviso nelle frazioni (Ortsteil) di Lederhose e Neuensorga.